# ホルヘリナ・グアニーニ
ホルヘリナ・グアニーニ（Jorgelina Guanini、1992年5月31日 - ）は、アルゼンチンのプロボクサー。ブエノスアイレス出身。元IBF女子世界ジュニアバンタム級王者。

## 来歴
2015年9月19日、Lilian Dolores Silva戦でデビューも引き分け。
2016年1月23日、Noemi Elizabeth Paredに2-0判定でプロ初勝利。
2017年10月7日、プロ9戦目で敵地スペインに乗り込み、Davinia PerezとのWBC女子スーパーバンタム級シルバー王座決定戦に挑むが、1-2判定でプロ初黒星を喫する。
2018年3月02日、Julieta Andrea Ines Cardozoが持つ南米バンタム級王座に挑戦し、2-0判定勝利でプロ初タイトル獲得。
2018年9月14日、デボラ・ディオニシウスが持つIBF女子世界ジュニアバンタム級王座に挑戦し、2-1（96-94×2、94-96）の判定で初の世界王座獲得に成功。
2019年6月15日、ミカエラ・ルハン相手にIBF王座初防衛戦に臨み、0-1判定の引き分けで初防衛に成功。	
2020年11月14日、イギリス・ウェンブリー・アリーナにてレイチェル・ボールとのWBC女子世界スーパーバンタム級暫定王座決定戦に挑むが、0-3判定敗れ暫定王座獲得ならず。この試合後にIBF王座も剥奪された。
2021年12月12日、マドリードにてJennifer MirandaとのWBA女子インターコンチネンタルフェザー級王座決定戦に挑むが、0-3判定で敗れ連敗となった。
2022年2月12日、イギリス・マスウェル・ヒルにてエリー・スコットニーとのWBA女子インターコンチネンタルスーパーバンタム級王座決定戦に臨むが、0-3判定で敗れ3連敗。
2022年4月1日、バルセロナにてStevi Levyを3-0判定で降し連敗ストップ。
2022年9月24日、イギリス・マンチェスター・アリーナにてRaven ChapmanとのWBC女子インターナショナルフェザー級王座決定戦に挑むが、0-3判定で敗れ王座獲得ならず。

## 戦績
- 17戦 10勝 1KO 5敗 2分

## 獲得タイトル
- 南米バンタム級王座
- 第2代IBF女子世界ジュニアバンタム級王座